# Sóskút (Székelykeresztúr)
Sóskút Székelykeresztúr déli határában, a Sóskút-pataka völgyében található. A helyiek kedvelt fürdője.

## Története
Székelykeresztúr fiatfalvi határában feltörő sós vizeket a helyiek régóta használják gyógyításra és a háztartásban egyaránt. A Sósvíz, Sóskút pataka helyneveket az 1500-as évek végén keletkezett dokumentumok már említik. A háztartásban használt Sóskút vizét a keresztúriak és a fiatfalviak közösen, felváltva használták.
Sóskút fürdő a 19. század vége felé kezdett ismertebbé válni, egyre többen látogatták és jó eredménnyel használták. 1907-ben Walter Ferenc 6 évre bérbe vette a fürdőtelepet és megkezdte annak felújítását, rendbe tételét. A helyi Székelykeresztúr lap tudósítása szerint a nyári hónapok alatt volt igény a jótékony hatású sós gyógyvízre. Az első világháború után, 1918-ban új bérlő, Nagy S. Ferenc vette át a fürdőt és a javítások, felújítások után újra megnyitotta a vendégeknek Sóskútfürdőt. A korabeli fotók tanúsága szerint jó hangulatú, mulatságokkal tarkított fürdőélet zajlott Sóskúton. 
A fürdőtelep 1928-ban egy sajnálatos baleset következtében leégett, de a következő évben rendbehozták és újból működőkepéssé vált. 1930-ban a fiatfalvi közbirtokosság nagyszabású fürdőfejlesztési tervet hozott nyilvánosságra, ami azonban nem valósult meg. A következő években Oberth segesvári orvos szándékozott modern fürdőt létesíteni Sóskúton, de a második világháború bekövetkeztével  ez a terv sem valósult meg. 
Az 1950-es évektől lassan fejlődésnek indult a fürdő. A telepen új villák, nyaralók létesültek, a városiak kedvenc kikapcsolódási helye lett a szép környezetben fekvő Sóskút fürdő. A térségben folytatott földgázkutatások nagyobb mennyiségű sós vizet tártak fel,  mely hozzájárult Sóskút fejlesztéséhez. A telepen levő melegfürdő 10 káddal működött, 1982-től már négy gyűjtőmedence biztosította  a meleg kádas fürdőzéshez szükséges sós gyógyvizet. 
Az 1980-as években újabb nagyobb szabású fejlesztésbe kezdtek Sóskúton. Sajnos a tervezők nem vették figyelembe a vízkészlet mennyiségét és egyéb gazdasági tényezőket, ezért a fürdőtelep sokáig kihasználatlanul állt, az épületek és a telep lassan lepusztult az évek folyamán. 
A 2002-ben egy helyi vállalkozó vette bérbe Sóskutat. Az új bérlő  modern, korszerű strandot létesített a telepen, fedett teraszt, vendéglőt, szálláshelyet, diszkóhelységet biztosított a fürdővendégek számára. A virágzó, népszerű fürdőtelep 2007-ben sajnos leégett, és habár történt próbálkozás az újjákezdésre, a tulajdonos végül bezárta a veszteséges fürdőtelepet. 
A 2010-es évek elején egy helyi civil szervezet kezdeményezésére, magánszemélyek és vállalkozások támogatása révén Sóskútat felújították. A régi sós medencére hagyományos tükörfürdőt alakítottak ki, deszkapallóval, lépcsőkkel, korlátokkal látták el az építményt, valamint öltözőfülkéket is létesítettek. Ugyanakkor felújították a telepen található színpadot is, amelyet az 1980-as évektől a nagy népszerűségnek örvendő Sóskút-fesztivál és a fúvóstalálkozók alkalmával használnak.

## Jellegzetessége
A Sóskúton található források nátrium-klorid típusú vizek.

## Gyógyhatása
Sóskút tömény sós forrásait nőgyógyászati, idegrendszeri, reumatikus bántalmak kezelésére használják.